# Quan hệ Liban – Tòa Thánh
Quan hệ Liban – Tòa Thánh là quan hệ ngoại giao giữa nước Cộng hòa Liban và Tòa Thánh. Hai nước thiết lập quan hệ ngoại giao năm 1947. Tòa Thánh có một đại sứ quán ở Harissa và Liban cũng có một đại sứ quán ở Rome.
Tòa Thánh đã đóng vai trò quan trọng trong các đàm phán hòa bình ở Liban. Nó đã tìm cách thống nhất các phe phái Cơ Đốc giáo sau cuộc nội chiến ở Liban. Đồng thời, Tòa Thánh cũng đã tìm cách làm giảm căng thẳng giữa Kitô giáo - Hồi giáo và để bảo vệ các cộng đồng Cơ Đốc đã suy giảm ở Liban và nhiều nơi khác ở Trung Đông.
Hồng y Nasrallah Sfeir, một người bạn thân của Giáo hoàng, có một ảnh hưởng đáng kể trong chính trị Liban. Hiện nay, Thiên Chúa giáo chiếm gần 40,5% dân số Liban (đa số là Công giáo Maronite) trong khi chức vụ tổng thống Liban được chỉ định cho một tín đồ Công giáo Maronite, 2 Phó Chủ tịch Nghị viện chỉ định cho 2 tín đồ Chính thống giáo, một nửa số ghế trong nghị viện được chỉ định cho những chính khách theo đạo Cơ Đốc. Đức Giáo hoàng Gioan Phaolô II được nhiều người biết đến là một đồng minh chính trị của Liban.